# 吉凶
吉凶（きっきょう）は、吉（きち）と凶（きょう）、つまり「よいこと、さいわい」と「わるいこと、わざわい」を合わせて呼ぶ言葉である。
占いの結果を、良い悪いの2種類で表すときに使う（例：仏滅は万事に凶）。非常な吉と非常な凶を特に、大吉・大凶と呼ぶ。おみくじでは「大」だけでなく「中」「小」「末」などもつけて種類を増やす。

## おみくじの吉凶の順序
神社本庁公式の『神道いろは』には
の順で記載されている。
また、神社本庁公式サイトでは一例として、
といった順であるとしている。

大凶を含む例としては
の順によいともされる。（大凶の追加を除き同じ）
しかし、吉の位置は違うことがあり、いくつかの神社では吉を小吉と末吉の間とする。さらに種類を増やし
の順によいともされる。吉の位置が下がり、半吉と末小吉が追加されている。また、小凶・半凶・末凶が凶の下（上ではない）に追加されている。